# Smörkullen, Uddevalla kommun

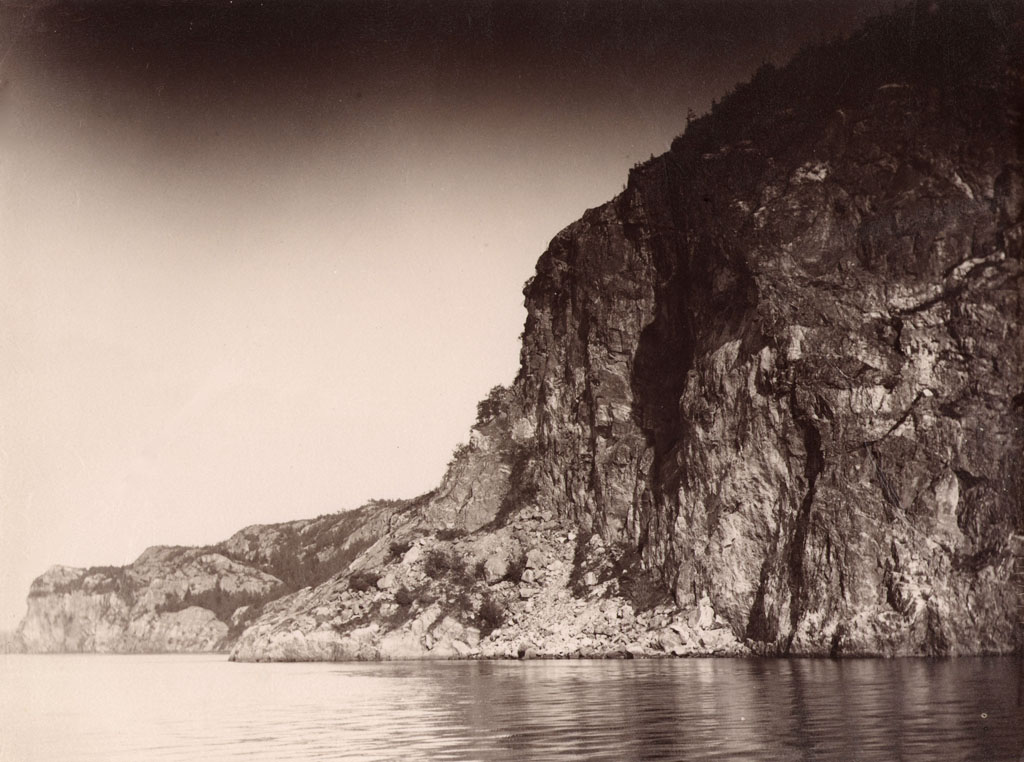
Smörkullen, 1880-talet.

Smörkullen är ett berg och utsiktspunkt utöver Gullmarn intill Cederslund och Gullmarens örlogsdepå utanför Skredsvik i Uddevalla kommun. Utsikten sträcker sig utöver hela fjorden och är mycket sevärd. 
Sedan mars 2015 ingår berget i ett militärt skyddsområde kring örlogsdepån och är inte längre tillgängligt för allmänheten. 